# Toppserien 2019
La Toppserien 2019 è stata la 36ª edizione della massima serie del campionato norvegese femminile di calcio. La competizione è iniziata il 23 marzo ed è terminata il 16 novembre 2019. Il LSK Kvinner ha vinto il campionato per la settima volta nella sua storia sportiva, la sesta consecutiva.

## Stagione

### Novità
Dalla Toppserien 2018 era stato retrocesso il Grand Bodø, mentre dalla 1. divisjon 2018 era stato promosso il Fart. Il Lyn aveva mantenuto il posto in Toppserien dopo aver sconfitto il Grei nei play-off promozione-retrocessione.

### Formula
Le 12 squadre partecipanti si affrontavano in un girone all'italiana con partite di andata e ritorno per un totale di 22 giornate. La squadra campione di Norvegia aveva il diritto di partecipare alla UEFA Women's Champions League 2020-2021 partendo dai sedicesimi di finale, mentre la seconda classificata veniva ammessa al turno di qualificazione della UEFA Women's Champions League 2020-2021. La terzultima classificata affrontava la seconda classificata in 1. divisjon nello spareggio promozione-retrocessione mentre le ultime due classificate retrocedevano direttamente in 1. divisjon.

## Squadre partecipanti
| Club           | Stagione | Città      | Stadio                  | Stagione precedente     |
| -------------- | -------- | ---------- | ----------------------- | ----------------------- |
| Arna-Bjørnar   | dettagli | Arna       | Arna Idrettspark        | 3º posto in Toppserien  |
| Avaldsnes      |          | Avaldsnes  | Avaldsnes Idrettssenter | 9º posto in Toppserien  |
| Fart           |          | Vang       | Fartbana                | 1º posto in 1. divisjon |
| Klepp          |          | Klepp      | Klepp Stadion           | 2º posto in Toppserien  |
| Kolbotn        |          | Kolbotn    | Sofiemyr Stadion        | 5º posto in Toppserien  |
| LSK Kvinner    |          | Lillestrøm | LSK-hallen              | Campione di Norvegia    |
| Lyn            |          | Oslo       | Kringsjå kunstgress     | 11º posto in Toppserien |
| Røa            |          | Oslo       | Røa Kunstgress          | 7º posto in Toppserien  |
| Sandviken      | dettagli | Bergen     | Stemmemyren Kunstgress  | 4º posto in Toppserien  |
| Stabæk         |          | Bærum      | Nadderud Stadion        | 8º posto in Toppserien  |
| Trondheims-Ørn |          | Trondheim  | Ranheim Arena           | 10º posto in Toppserien |
| Vålerenga      |          | Oslo       | Intility Arena          | 6º posto in Toppserien  |

## Classifica finale
|  | Pos. | Squadra        | Pt | G  | V  | N | P  | GF | GS | DR  |
|  | ---- | -------------- | -- | -- | -- | - | -- | -- | -- | --- |
|  | 1.   | LSK Kvinner    | 50 | 22 | 15 | 5 | 2  | 51 | 18 | +33 |
|  | 2.   | Vålerenga      | 46 | 22 | 14 | 4 | 4  | 41 | 24 | +17 |
|  | 3.   | Klepp          | 44 | 22 | 14 | 2 | 6  | 48 | 19 | +29 |
|  | 4.   | Sandviken      | 40 | 22 | 12 | 4 | 6  | 43 | 32 | +11 |
|  | 5.   | Avaldsnes      | 34 | 22 | 9  | 7 | 6  | 40 | 33 | +7  |
|  | 6.   | Røa            | 29 | 22 | 7  | 8 | 7  | 40 | 35 | +5  |
|  | 7.   | Trondheims-Ørn | 29 | 22 | 8  | 5 | 9  | 26 | 22 | +4  |
|  | 8.   | Kolbotn        | 27 | 22 | 7  | 6 | 9  | 35 | 39 | -4  |
|  | 9.   | Arna-Bjørnar   | 23 | 22 | 6  | 5 | 11 | 26 | 41 | -15 |
|  | 10.  | Lyn            | 20 | 22 | 4  | 8 | 10 | 23 | 37 | -14 |
|  | 11.  | Stabæk         | 13 | 22 | 3  | 4 | 15 | 16 | 43 | -27 |
|  | 12.  | Fart           | 10 | 22 | 2  | 4 | 16 | 14 | 60 | -46 |

Legenda:
      Campione di Norvegia e ammessa alla UEFA Women's Champions League 2020-2021
      Ammessa alla UEFA Women's Champions League 2020-2021
 Ammessa allo spareggio promozione-retrocessione
      Retrocessa in 1. divisjon 2020
Note:
Tre punti a vittoria, uno a pareggio, zero a sconfitta.
La classifica viene stilata secondo i seguenti criteri:
- Punti conquistati
- Differenza reti generale
- Reti totali realizzate
- Punti conquistati negli scontri diretti
- Differenza reti negli scontri diretti
- Reti realizzate in trasferta negli scontri diretti (solo tra due squadre)
- Reti realizzate negli scontri diretti
- play-off (solo per decidere la squadra campione, l'ammissione agli spareggi e le retrocessioni)

## Play-off promozione-retrocessione
Al play-off sono state ammesse la decima classificata in Toppserien, il Lyn, e la seconda classificata in 1. divisjon, il Fløya.
|       | Risultati |       | Luogo e data                |
| ----- | --------- | ----- | --------------------------- |
| Fløya | 0 - 5     | Lyn   | Bardufoss, 24 novembre 2019 |
| Lyn   | 2 - 1     | Fløya | Oslo, 1º dicembre 2019      |

## Statistiche

### Classifica marcatrici
Statistiche da sito federazione.
| Gol |  |  | Giocatore              | Squadra     |
| --- |  |  | ---------------------- | ----------- |
| 17  |  |  | Kennya Cordner         | Sandviken   |
| 16  |  |  | Synne Jensen           | Røa         |
| 12  |  |  | Guro Reiten            | LSK Kvinner |
| 12  |  |  | Elise Thorsnes         | LSK Kvinner |
| 11  |  |  | Maria Dybwad Brochmann | Sandviken   |
| 11  |  |  | Natasha Dowie          | Vålerenga   |
| 11  |  |  | Ajara Nchout           | Vålerenga   |
| 10  |  |  | Runa Lillegård         | Lyn         |
| 10  |  |  | Havana Solaun          | Klepp       |
| 10  |  |  | Tameka Yallop          | Klepp       |